# Łódź (powiat Poznański)
Łódź is een dorp in het Poolse woiwodschap Groot-Polen, in het district Poznański. De plaats maakt deel uit van de gemeente Stęszew en telt 190 inwoners.